# Madagaszkári kakukkhéja
A madagaszkári kakukkhéja (Aviceda madagascariensis) a madarak osztályának vágómadár-alakúak (Accipitriformes) rendjébe, ezen belül a vágómadárfélék (Accipitridae) családjába és a  darázsölyvformák (Perninae) alcsaládjába tartozó faj.

## Rendszerezése
A fajt Andrew Smith skót zoológus és ornitológus írta le 1834-ben, a Pernis nembe  Pernis Madagascariensis néven.

## Előfordulása
Madagaszkár szigetén honos. Természetes élőhelyei a szubtrópusi és trópusi síkvidéki és hegyi esőerdők, száraz erdők, mangroveerdők, szavannák és cserjések, valamint ültetvények. Állandó, nem vonuló faj.

## Megjelenése
Testhossza 45 centiméter, szárnyfesztávolsága 90-100 centiméter.

## Természetvédelmi helyzete
Az elterjedési területe nagyon nagy, egyedszáma ugyan csökken, de még nem éri el a kritikus szintet. A Természetvédelmi Világszövetség Vörös listáján nem fenyegetett fajként szerepel.